# Steluța Marina Barbu
Steluța Marina Barbu (nume la naștere: Steluța Barbu; n. 10 ianuarie 1951, Petrovasâla, Banatul Sârbesc, Voivodina, Serbia) este o jurnalistă și redactor-șef la Radio Novi Sad din Voivodina.

## Biografie
A absolvit Liceul român la Vârșeț, apoi a luat licența la Facultatea de Științe Politice a Universității din Belgrad, secția relații politice externe, unde a studiat diplomația.
În prezent lucrează la Radio Novi Sad, redacția în limba română, redactând buletinele de știri și fiind redactor-șef. A stabilit relații de colaborare între Radio Novi Sad și radiourile din București, Timișoara și Iași prin emisiuni în limba română precum „Floare de latinitate” și „Europa în casa ta”.
Este căsătorită cu jurnalistul Lucian Marina.